# تونو-رید کوک
تونو-رید کوک (استونیایی: Tõnu-Reid Kukk; ۱ ژانویهٔ ۱۹۳۹ – ۱۵ سپتامبر ۲۰۱۱) سیاستمدار و نماینده مجلس اهل استونی بود.